# Ray Treacy
Pour les articles homonymes, voir Treacy.
Ray Treacy, né le 18 juin 1946 à Dublin et mort le 10 avril 2015 à Dublin,, est un joueur et entraîneur de football. Il a joué 42 fois pour l’équipe de la république d'Irlande de football pour laquelle il a marqué cinq buts. Treacy a fait ses débuts internationaux le 4 mai 1966 lors d’une défaite 4-0 contre la RFA et son dernier en 1980 contre la Tchécoslovaquie.

## Sa carrière de joueur
Treacy a commencé le football dans les équipes de jeunes du Home Farm FC. Il est ensuite recruté par le club anglais de West Bromwich Albion pour lequel il ne joue que cinq matchs en équipe première pour un but marqué. En février 1968, il rejoint Charlton Athletic. Il évolue ensuite dans les clubs de Swindon Town, Preston North End, Oldham Athletic avant de retourner à West Bromwich Albion où il termine sa carrière anglaise après avoir disputé 290 matchs de championnat et marqué 78 buts.
En 1977, recruté par Johnny Giles, il rejoint le club irlandais des Shamrock Rovers. En trois saisons à Glenmalure Park il dispute71 matchs de championnat et marque 35 buts. Il fait aussi trois apparitions en Coupe d’Europe. Aux yeux des supporters des Rovers son fait de gloire dans ce club est le pénalty victorieux marqué en finale de la Coupe d'Irlande de football 1978 contre les Sligo Rovers.
Ray Treacy marque trois buts lors d’un match de l’équipe d’Irlande contre l’équipe de Turquie de football en avril 1973.
En toute fin de carrière, Ray Treacy accepte un poste d’entraineur –joueur dans le club de Drogheda United. Il y reste deux ans et marque onze buts. En 1982 il arrête sa carrière de joueur pour se consacrer entièrement au poste d’entraîneur. Son premier club d’entraineur à plein temps est le Home Farm FC.
En mai 1989 il dispute un match de gala pour marquer sa fin de carrière de joueur. Toute l’équipe d’Irlande est présente. 
Ray Treacy fait partie des personnalités qui ont poussé le club de Dublin City nouvellement créé à postuler à l’intégration au championnat d’Écosse de football en janvier 1990. Cette tentative échoue.
Treacy démissionne de son poste d’entraineur de Home Farm en septembre 1990. Il retourne alors aux Shamrock Rovers en qualité de manager. Il guide son équipe vers le titre de champion d’Irlande lors de la saison 1993-1994.

## Palmarès
Joueur
- Coupe d'Irlande de football: 1
  - Shamrock Rovers : 1978

Manager
- Championnat d'Irlande de football: 1
  - Shamrock Rovers : 1993/94

## Sources
- The Hoops by Paul Doolan and Robert Goggins  (ISBN 0-7171-2121-6)
- (en) Stephen McGarrigle, The Complete who's who of Irish international football : 1945-1996, Edimbourg, Mainstream Publishing, octobre 1996, 237 p. (ISBN 1-85158-894-9), p. 183-184